# Český Těšín
Český Těšín anhörenⓘ, (deutsch Tschechisch-Teschen, polnisch Czeski Cieszyn) ist eine Stadt im Moravskoslezský kraj in Tschechien. Sie ist der in Tschechien gelegene Teil der Stadt Teschen und hat etwa 26.000 Einwohner.
2015 wurde Český Těšín gemeinsam mit Cieszyn der Ehrentitel „Reformationsstadt Europas“ durch die Gemeinschaft Evangelischer Kirchen in Europa verliehen.

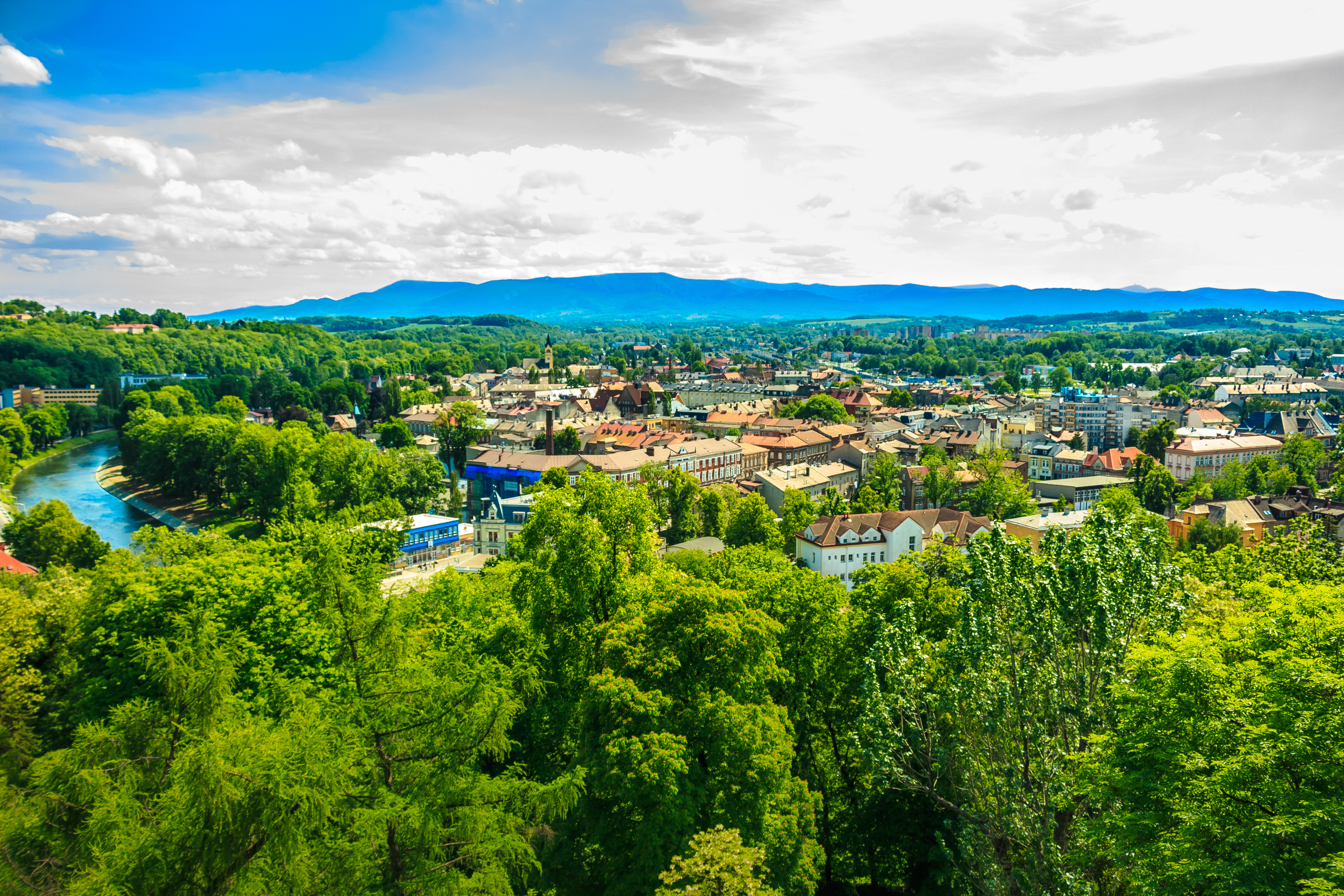
Blick vom Piastenturm in Cieszyn auf Český Těšín

## Geografie
Die Stadt liegt im Schlesischen Vorgebirge, einem nördlichen Ausläufer der Beskiden. Beide Gebirgszüge liegen im westlichen Teil der Karpaten. Český Těšín ist Grenzstadt zu Polen, zum polnischen Stadtteil Cieszyn gibt es drei Brücken mit Grenzübergängen. Die Grenze wird durch den Oder-Nebenfluss Olsa (Olše, Olza) gebildet, in den am südlichen Stadtrand die Ropičanka mündet. Da sie auf direktem Weg zwischen den Großstädten Brünn und Krakau liegt, ist die Stadt verkehrstechnisch gut erschlossen. Fernstraßen und Bahnlinien verbinden sie mit den Nachbarstädten Ostrava und Frýdek-Místek, in die nahe gelegene Slowakei führt die Europastraße 75.

## Geschichte
Die Stadt Teschen war ursprünglich Residenzort des Herzogtums Teschen und gehörte ab 1742 zu Österreichisch-Schlesien. Nachdem Teschen und das umliegende Olsagebiet 1920 durch die Siegermächte des Ersten Weltkriegs zwischen Polen und der 1918 neu gebildeten Tschechoslowakei entlang der Olsa aufgeteilt wurden, kam die am westlichen Olsa-Ufer gelegene Vorstadt Teschens als Český Těšín zur Tschechoslowakei. Zwei Tage nach Abschluss des Münchner Abkommens besetzten am 2. Oktober 1938 polnische Truppen Český Těšín und vereinten die Stadt unter dem Namen Cieszyn, die nun zu Polen gehörte. Nachdem Polen 1939 von Deutschland besetzt wurde, kam die gesamte Stadt unter ihrem deutschen Namen Teschen zur Provinz Schlesien und wurde Kreisstadt im Landkreis Teschen. Nach Kriegsende wurde die Teilung der Stadt wiederhergestellt. Eine abschließende Einigung zwischen der Tschechoslowakei und der Volksrepublik Polen auf den Grenzverlauf vor dem 1. Januar 1938 wurde erst am 2. Juni 1958 erzielt.
Zur Geschichte der Doppelstadt siehe ausführlich unter Cieszyn.

## Ortsteile
Český Těšín (Tschechisch-Teschen), Dolní Žukov (Niederzukau), Horní Žukov (Oberzukau), Koňákov (Konakow), Mistřovice (Mistrzowitz), Mosty, Stanislavice (Stänzelsdorf)

## Sehenswürdigkeiten
- Rathaus, erbaut 1928–1929
- Katholische Herz-Jesu-Kirche (neugotisch), erbaut 1892–1894
- Synagoge Schomre Schabos (1928)
- Jüdischer Friedhof
- Evangelisch-Lutherische Kirche (1932)
- Evangelische Kirche der Böhmischen Brüder, erbaut 1927
- Gymnasium (1932)
- Museum Teschen
- Bibliothek Teschen
- Schwedische Kapelle (frühbarock) im Ortsteil Mosty

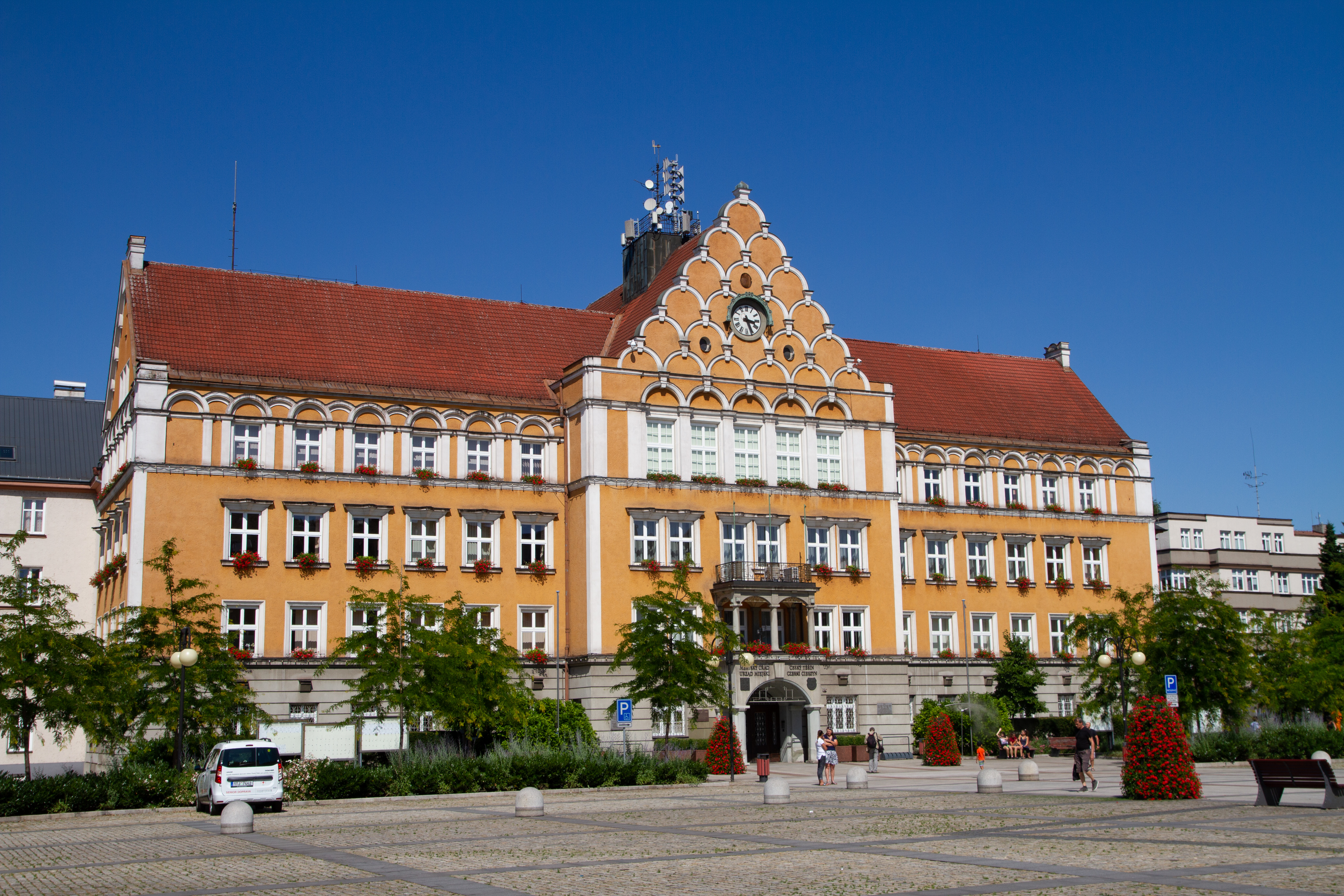
Rathaus Český Těšín
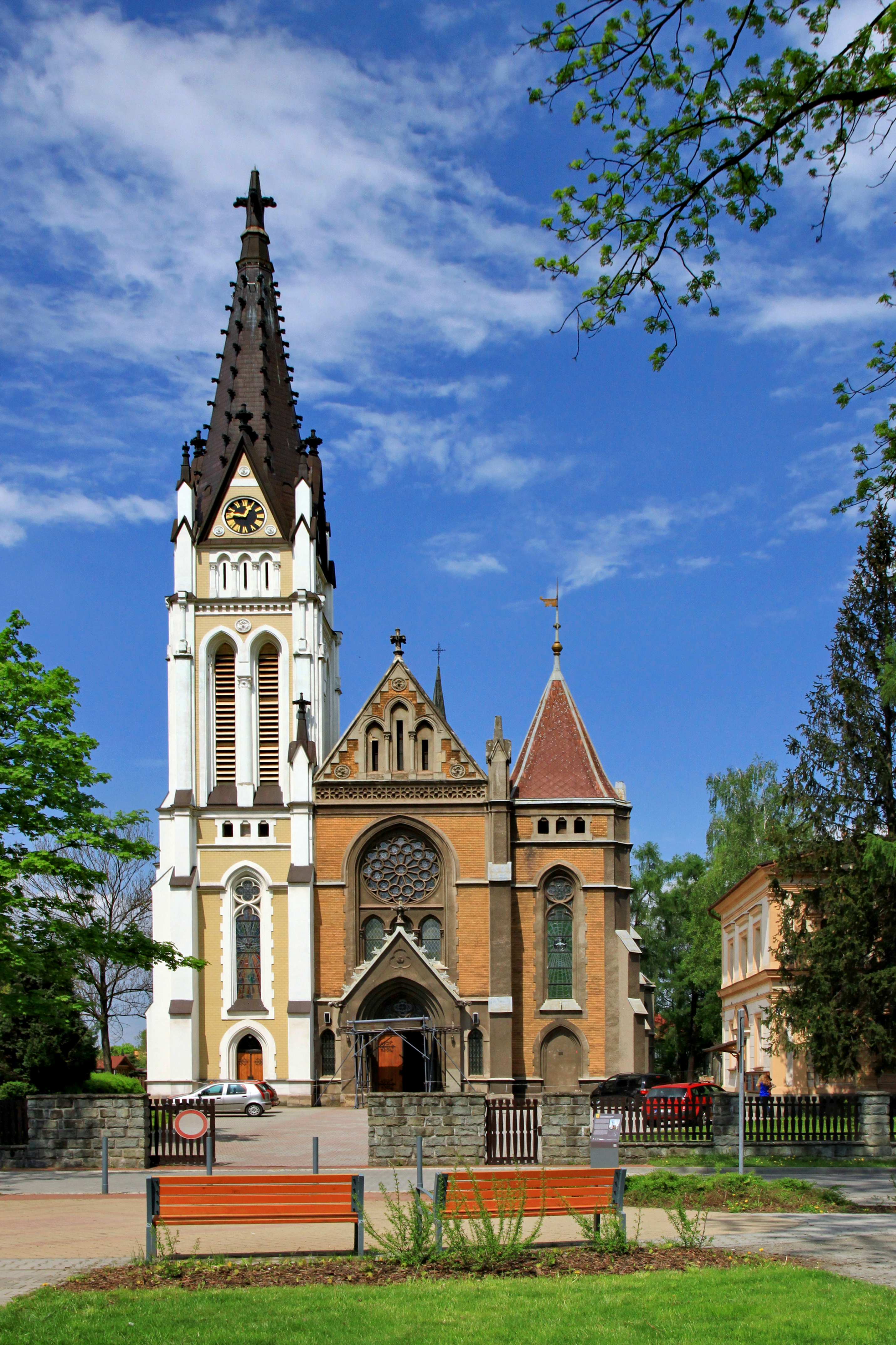
Herz-Jesu-Kirche
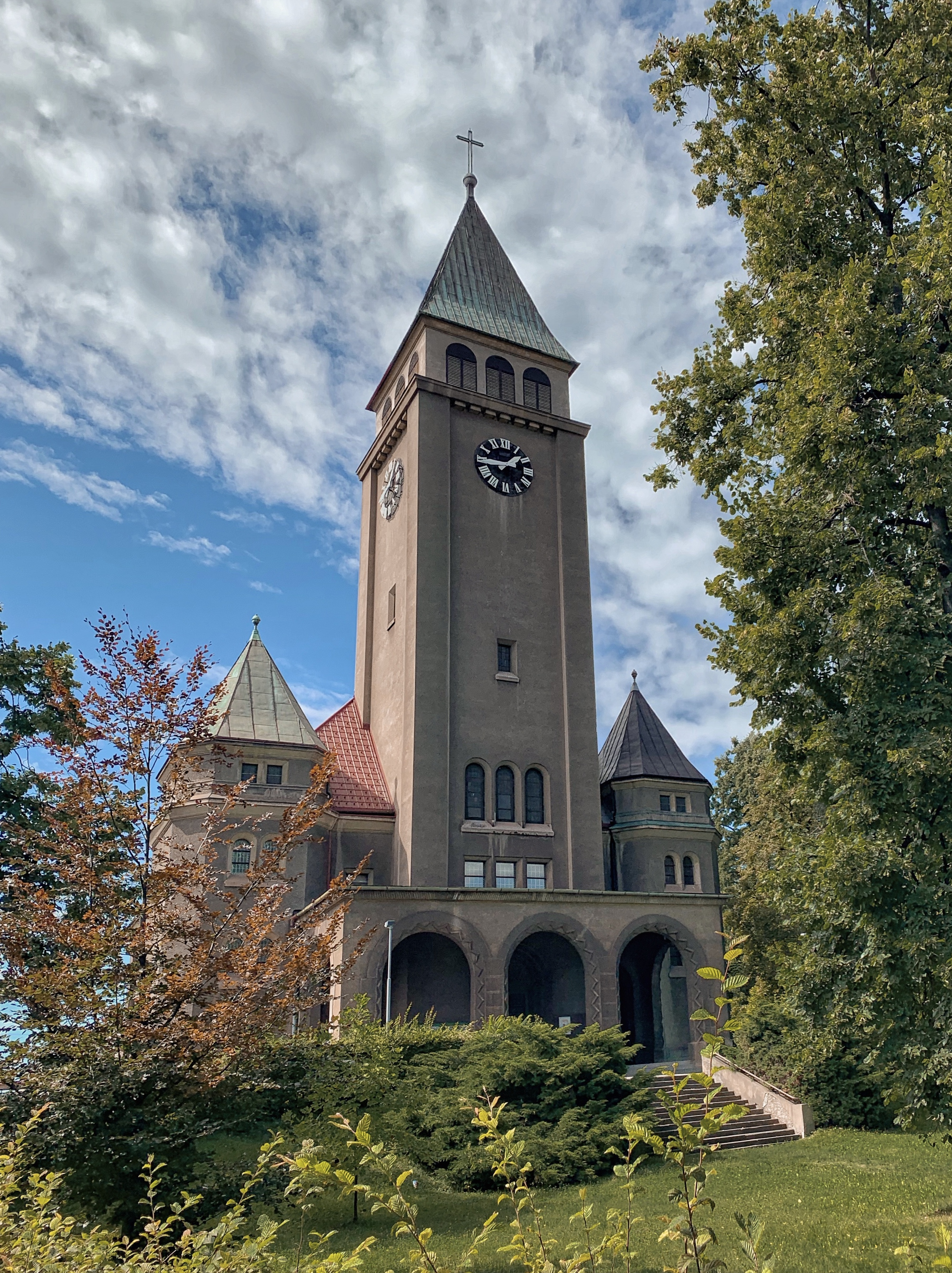
Evangelische Kirche der Böhmischen Brüder
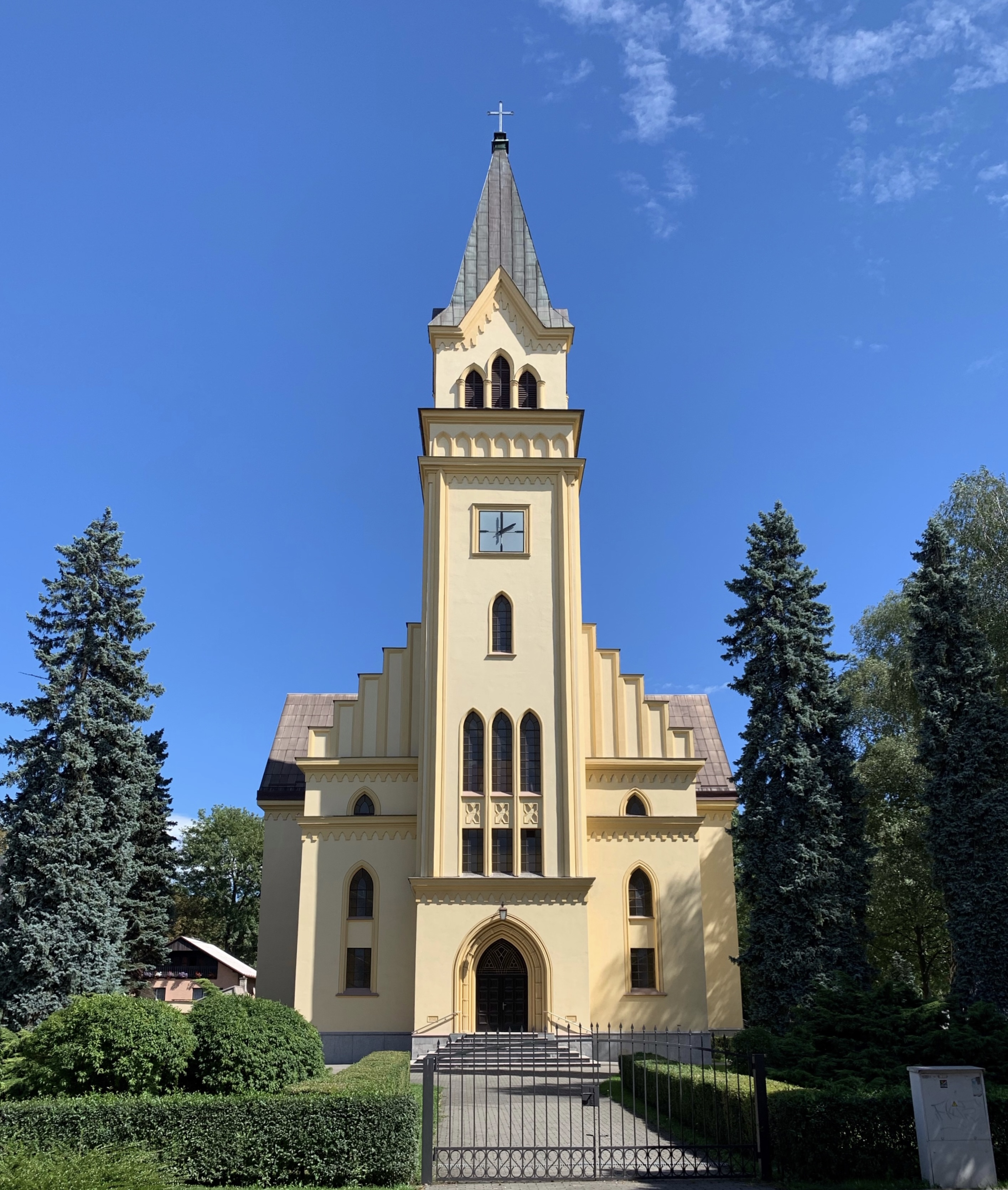
Evangelisch-Lutherische Kirche
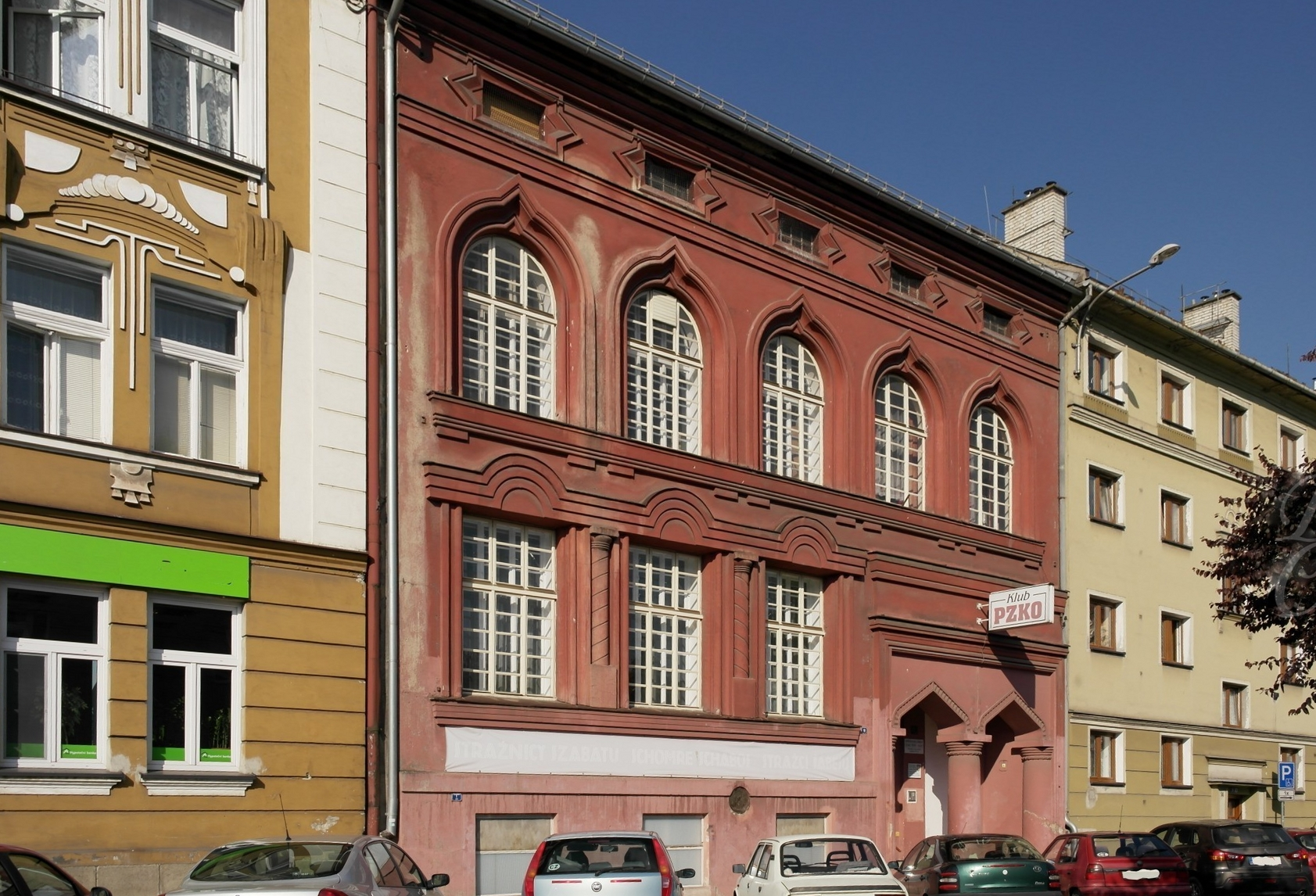
Synagoge Schomre Schabos
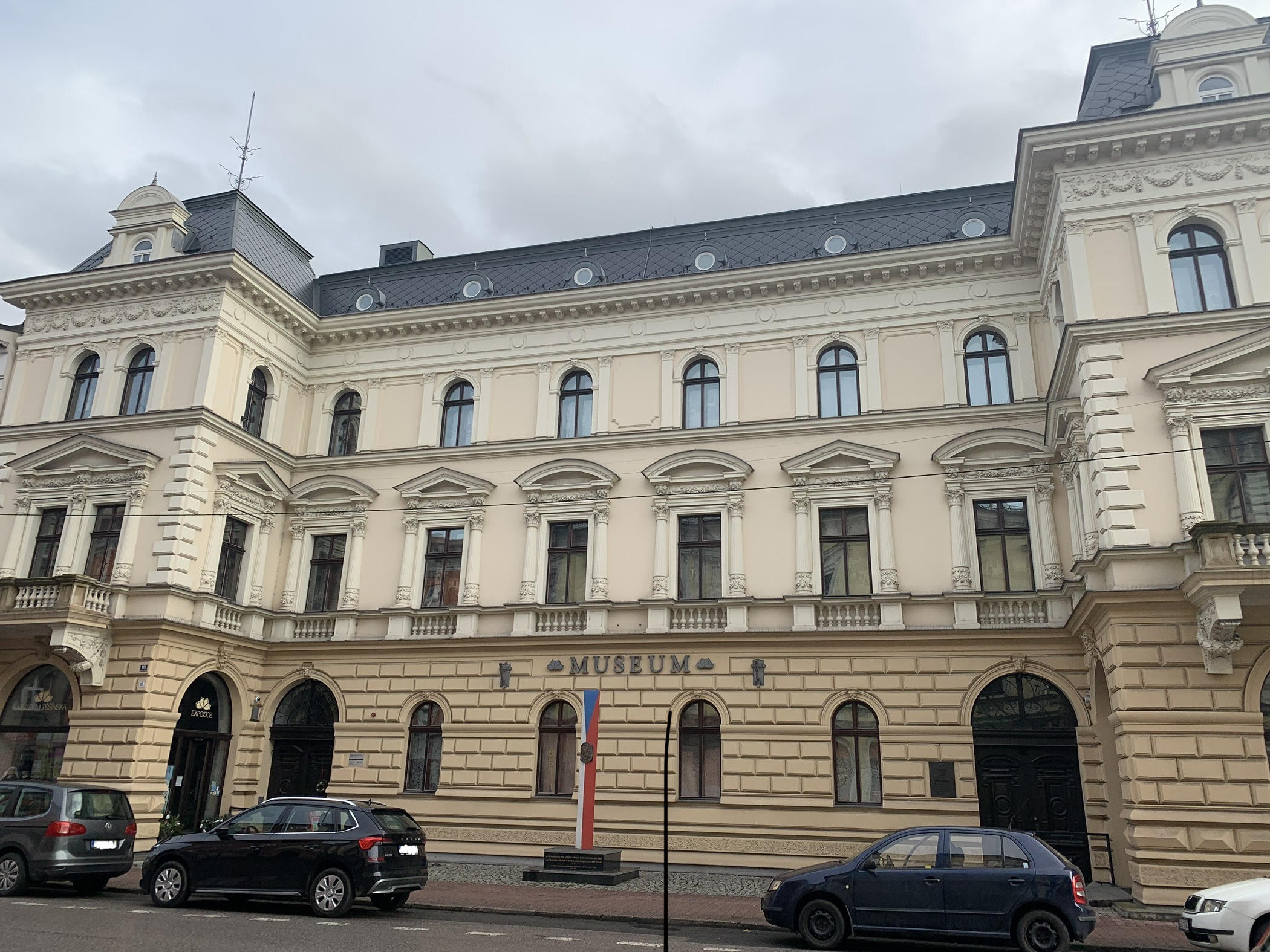
Muzeum Těšínska
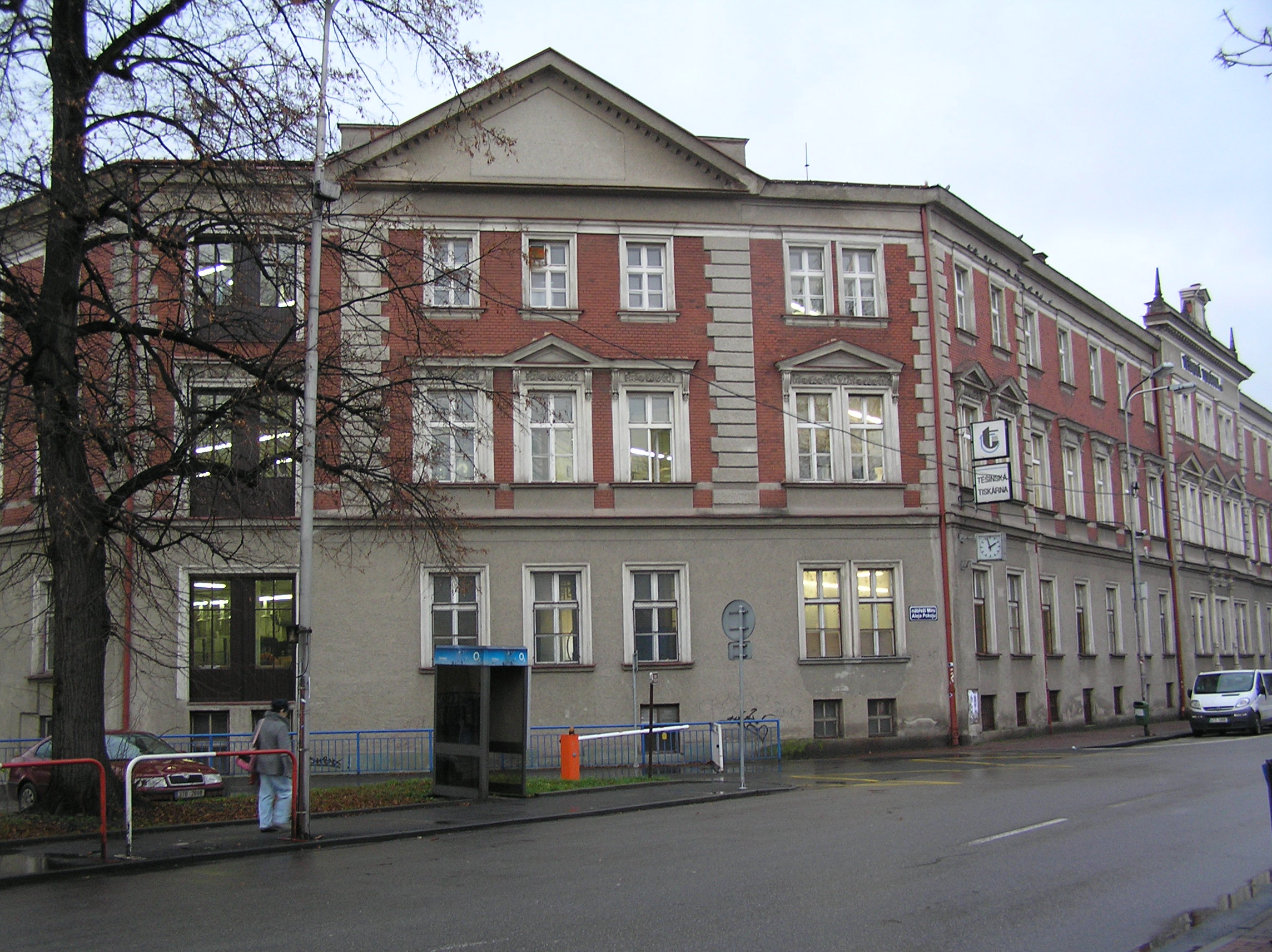
Teschener Druckerei (gegr. 1806)
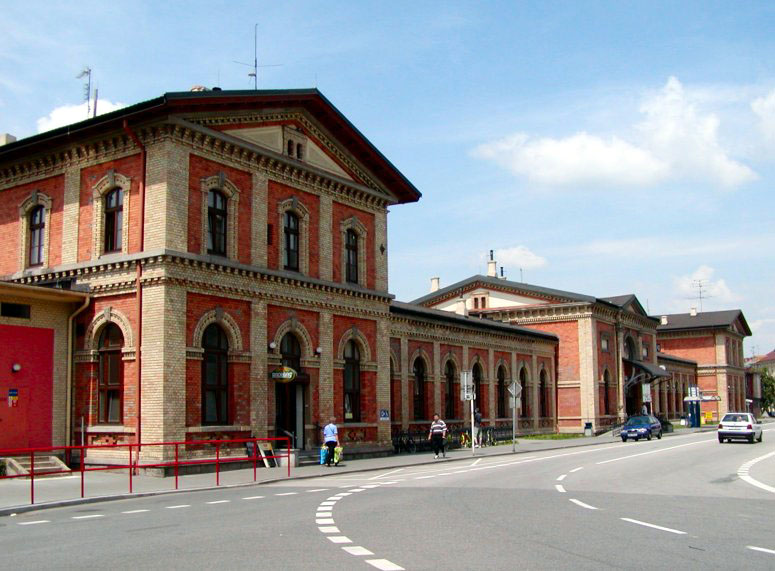
Bahnhof Český Těšín

## Söhne und Töchter der Stadt
- Hugo Schenk (1849–1884), Hochstapler und Serienmörder
- Josef Koždoň (1873–1949), Bürgermeister 1923–1938
- Walter Broßmann (1882–1948), österreichischer Architekt
- Viktor Ullmann (1898–1944), Komponist jüdischer Abstammung, im KZ Auschwitz am 18. Oktober 1944 ermordet
- Terry Haass (1923–2016), französische Malerin und Grafikerin tschechischer Abstammung
- František Vláčil (1924–1999), tschechischer Filmregisseur
- Walter Ziffer (* 1927), Theologe, Hochschullehrer, Überlebender des Holocaust
- Dieter Massin (* 1940), Sportfunktionär
- Jaromír Hanzlík (* 1948), tschechischer Schauspieler
- Radim Řezník (* 1989), Fußballspieler
- Adam Mendrek (* 1995), Badmintonspieler